# Wushu ai Giochi mondiali 2022 - Changquan maschile
La gara del changquan maschile di wushu ai Giochi mondiali 2022 si è svolta il 12 e il 13 luglio 2022 a Birmingham.

## Risultati
| Rank | Atleta               | Nazione       | Punteggio |
| ---- | -------------------- | ------------- | --------- |
| 1    | Edgar Xavier Marvelo | Indonesia     | 9.553     |
| 2    | Lee Ha-sung          | Corea del Sud | 9.503     |
| 3    | Roman Reva           | Ucraina       | 9.253     |
| 4    | Alex Ni              | Stati Uniti   | 9.013     |
| 5    | Dante Gamboa         | Messico       | DNS       |
| 6    | Jesse Adalia         | Singapore     | DNS       |